# مایک هامر
مایک هامر (به انگلیسی: Michael "Mike" Hammer) یک شخصیت خیالی داستانی است که توسط نویسنده آمریکایی میکی اسپیلین در کتاب من، هیئت منصفه در سال ۱۹۴۷ بوجود آمده‌است. هامر یک بازرس خصوصی است که یک کلت کالیبر ۴۵ (به انگلیسی: .45 M1911A1) را همواره در غلاف زیر بغلی خود حمل می‌کند. عشق وی به منشی زیبای خود ولدا فقط با تمایل وی برای قتل قاتل قابل مقایسه است. بهترین دوست هامر پت چمبرز، کاپیتان یگان جنایی پلیس شهری نیویورک است. هامر یک جانباز ارتشی و بازمانده جنگ جهانی دوم است که دو سال در جبهه جنگ اقیانوس آرام علیه ژاپن نبرد کرده‌است.

## ایجاد
اسپیلان، نویسنده کتابهای کمیک بوک، در سال ۱۹۴۶، با تصویرگری بنام مایک روی همکاری کرد تا شخصیت چشم خصوصی - مایک خطرناک را برای انتشار در کتابهای کمیک بوک یا کمیک استریپ پیشنهاد دهد. اما او نتوانست پروژه را به عنوان طنز بفروشد، او دوباره روی داستان رمان من، هیئت منصفه، کار نمود و مایک خطرناک را به مایک همر تبدیل نمود و نقش هالی و ولدا را دوباره اصلاح و برجسته تر نمود.

## رمان‌ها

### توسط میکی اسپیلان
*  من ، هیئت منصفه '"(۱۹۴۷)
- اسلحه من سریع است "(۱۹۵۰)
- انتقام من است!»(۱۹۵۰)
- یک شب تنها ”(۱۹۵۱)
- بزرگ کشتن '"(۱۹۵۱)
- مرا ببوس ، کشنده»(۱۹۵۲)
- شکارچیان دختر] "(۱۹۶۲)
- مار "(۱۹۶۴)
- پیچ خورده] "(۱۹۶۶) [نوشته شده در سال ۱۹۴۹] - بعد از" "بانو، برو بمیر!"
- عاشقان بدن] "(۱۹۶۷)
- بقا ... صفر! "(۱۹۷۰)
- مرد کشته شدن "(۱۹۸۹)
- کوچه سیاه "(1996)

### توسط میکی اسپیلان با مکس آلن کالینز
*  گلیات استخوان  (۲۰۰۸) - بعد از  پادشاه علفهای هرز  به صورت زمانی پیروی می‌کند
- انفجار بزرگ  (۲۰۱۰) - بعد از  اراده برای کشتن '
- ببوس او را ببوس  (۲۰۱۱) - بعد از  بقا … صفر!
- بانو، برو بمیر! '(۲۰۱۲) - بعد از' 'من، هیئت منصفه' به ترتیب زمانی دنبال می‌شود.
- پیچیده ۹۰  (۲۰۱۳) - بعد از  انفجار بزرگ  به صورت زمانی دنبال می‌شود
- پادشاه علفهای هرز  (۲۰۱۴) - بعد از  کوچه سیاه  به صورت زمانی پیروی می‌کند
- مرا بکش، عزیزم '(۲۰۱۵) - بعد از' 'مرا ببوس، کشنده'
- قتل هرگز گره نمی‌زند  (۲۰۱۶) - بعد از  پیچیده ۹۰  به صورت زمانی دنبال می‌شود
- اراده برای کشتن  (۲۰۱۷) - بعد از  مار 'به صورت زمانی دنبال می‌شود
- شهرک کشتن  (۲۰۱۸) - به ترتیب زمانی مقدم است  I، هیئت داوران
- قتل، عشق من  (۲۰۱۹) - بعد از  نقابی برای قتل  به صورت زمانی دنبال می‌شود
- نقابی برای قتل  (۲۰۲۰) - بعد از  مرد کشته '

## در رسانه‌های دیگر
از میان کتاب‌های موجود در مجموعه هامر چندین فیلم و سریال رادیویی و تلویزیونی ساخته شده‌است. مشهورترین بازیگر شخصیت هامر در سال‌های اخیر استیسی کیچ است نقش او را در یک سریال تلویزیونی سی‌بی‌اس به تصویر کشیده‌است.